# Gambela
Gambela (o Gambella) è una città dell'Etiopia, capoluogo della regione omonima. Si trova alla confluenza fra il fiume Baro e il suo tributario Jajjaba. La popolazione appartiene prevalentemente alle etnie Anuak e Nuer.

## Storia
Gambela è stata fondata nel primo decennio del XX secolo, per volontà del Regno Unito, per servire da porto fluviale sul Baro (affluente del Nilo) per il commercio di beni di produzione locale (soprattutto caffè). Alla metà degli anni trenta il porto era in piena attività, e navi da carico salpavano due volte al mese dirette a Khartoum. Nel 1927, sotto il governo del Ras Tafari (in seguito Hailé Selassié), fu costruita una strada che congiungeva Gambela alle cittadine di Metu e Gore.
Nel 1936 Gambela divenne parte dell'Africa Orientale Italiana. La popolazione britannica abbandonò la città e il commercio fluviale fu interrotto. Nei quattro anni successivi, gli italiani costruirono una strada che collegava Gambela a Nekemte. Nel 1941, i King's African Rifles britannici riconquistarono la città.
Nel 1941, da Gambela partì il tentativo di insurrezione di Lij Tewodros, autoproclamatosi imperatore. La rivolta fu spenta dall'esercito coloniale del Congo belga.
Occupata dai Britannici, fu ripresa dalle truppe del generale Pietro Gazzera, fino alla fine dell'assedio di Saio, il 6 luglio 1941, da parte delle truppe belghe.
Un trattato anglo-etiopico del 19 dicembre 1944 abolì i precedenti privilegi britannici sulla città, che continuò comunque a essere un'enclave de facto per circa un decennio. Gradualmente, il governo etiopico rafforzò il proprio controllo su Gambela, restringendo l'autonomia amministrativa dei residenti britannici. Quando il Sudan ottenne l'indipendenza, il controllo di Gambela passò ai sudanesi, che la restituirono formalmente all'Etiopia il 15 ottobre 1956.
Durante l'epoca di Derg il porto venne chiuso, ed è tuttora non operativo.
Il Fronte Democratico Rivoluzionario del Popolo Etiope annunciò di aver preso il controllo di Gambela il 27 maggio 1991.
Il 13 dicembre 2003, durante un'azione di rappresaglia, l'esercito etiope sferrò un violento attacco contro la popolazione Anuak di Gambela. Secondo una stima di Human Rights Watch, le vittime furono 424..